# Griffon
Griffon (Гриффон) — двухпанельный файловый менеджер для операционных систем семейства Symbian (платформа S60).

## Возможности программы
- полностью настраиваемый интерфейс панели
- горизонтальное, вертикальное расположение панелей и виртуальная панель
- настройка шрифтов / размера строки
- быстрый поиск (поиск по мере ввода)
- групповое выделение, работа с группами файлов
- сортировка
- быстрый просмотр / информация для файла / папки
- копирование / переименование / перемещение файлов / создание папок
- поддержка плагинов
- открыть с помощью
- настройка цветов, программа ассоциации файлов
- запуск команд
- информация о файле
- скопировать имя файла / путь
- отправка файлов по SMS, MMS, электронной почте или на внешние устройства
- установка атрибутов

## Griffon2
В сентябре 2008 года появилась альфа-версия для Symbian 9.x (S60 3rd edition), имеющая ряд ограничений по сравнению версией для Symbian 6.x-8.x (S60 1st/2nd edition).
Доступны некоторые базовые файловые операции: копирование, перемещение, удаление и переименование. Также появились новшества, такие как просмотр изображений, прослушка музыки и просмотр видео (mp4 и 3gp) на лету.

## Griffon Drives
Как дополнение к файловому менеджеру, была создана дополнительная утилита Griffon Drives 1.0 (работает на Symbian 6.x-8.x), способная загружать виртуальные диски, созданные Griffon'ом, при старте/перезагрузке смартфона.
Имеется возможность использовать её без Griffon'а путём ручного редактирования файла конфигурации.